# بابک کاظمی
بابک کاظمی (۱۳۶۲ در اهواز ) فتوآرتیست نوظهور ایرانی که به سبب آثاری با مضامین سیاسی و نیز اجتماعی مطرح است. او به لحاظ زمانی به نسل دوم فتو آرت ایران تعلق دارد.

## آثار
از مهم‌ترین مجموعه‌های عکس این هنرمند می‌شود به «گذشته استمراری»، «بسته پیشنهادی گروه پنج به اضافه یک»، «آلیس در سرزمین پارسی»، «هدیه کشور دوست و همسایه»، «ترشی ایرانی»، «خسرو و شیرین» اشاره کرد. او در این سری فتو آرت‌ها به مضامین مختلف سیاسی اجتماعی از جمله هویت فردی در نظامهای سیاسی توتالیتر، مهاجرت و بی هویتی انسان معاصر پرداخته.
آثار اولیهٔ این هنرمند شامل مجموعه عکسهای "گذشته‌استمراری" و "گاومیش آباد" در گالری "راه ابریشم" تهران به نمایش در آمد. دکتر "بهنام کامرانی" در مقدمه‌ای بر این مجموعه ها می‌نویسد: «در این عصر تصاویر و وانموده‌ها هیچ گونه شباهتی با واقعیت ندارد و در حقیقت وانمودگی، وانموده نسخه (بدل) به صورت واقعی در آمده‌اند این همان چیزی است که «بودریار» بر آن تأکید کرده‌است او می‌گوید که نظم باز نموده‌ها فرا واقعیتی را آفریده که واقعی‌تر از واقعی‌تر به نظر می‌رسد. این حالت مرگ امر واقعی تلاش ما را بر می‌انگیزد تا به صورتی نوستالژیک امر واقعی را احیا کنیم کدهای دوتایی دوربین و کامپیوتر کاظمی نیز به تصاویری بدل شده که ذهن ما را سخت به خود مشغول می‌کند در این عکس‌ها تکثیر یک شکل (ابر) باعث تداوم و ماندگاری خاطرهٔ عکس‌ها می‌شود. ابری که بر خلاف طبیعتش ثابت شده تا ما را به یاد خود بیندازد.»
.
ازدیگرآثار مهم این هنرمند می‌شود به سری فرهاد و شیرین اشاره کرد که در سال۲۰۱۲ در گالری هیلدبرند زوریخ به نمایش در آمده‌است.  در همین سال ست که گالری زیلبرمن استانبول هم بخش‌هایی از سری گذشته‌استمراری را به نمایش در می‌آورد. شهروز نظری منتقد تجسمی در مقدمهٔ نمایشگاه آلیس در سرزمین پارسی از او به عنوان چهره نوظهور عکس معاصر ایران یاد می‌کند.پیش از آن نیز شهروز نظری در مقدمه‌ای که بر سری بسته پیشهادی نوشته اشاره کرده‌است که : یکی از واکنش‌های غیرمنتظره و حتی می‌شود گفت ناخودآگاه ما نسبت به تصاویر، مخدوش کردن آنهاست. احتمالاً شما هم پرتره شاگرد اول‌ها، قهرمانان ورزشی، مجرمان، برندگان قرعه‌کشی بانک‌ها، هنرپیشه‌ها، سیاسیون و مشاهیر یا حتی آگهی‌های فوت جراید را با سبیل و عینک و شاخ اضافی تغییر داده‌اید. این کامجویی عجیب سلاحی است به نام شوخ طبعی (Humour) ابزاری تهاجمی، مؤثر و خطرناک که با برهم ریختن جدیت، مسلح می‌شود».
او در بخش دیگری از این یادداشت آورده‌است:« بابک کاظمی نیز با شرارتی کودکانه عکس‌های خانوادگی رااز دل‌بستگی‌های شخصی عاری کرده و به آن‌ها وجهی عمومی‌تر می‌بخشد. او بر خلاف معمول حسرت نابودن (Nonexistence) را در عکس خانوادگی دنبال نمی‌کند. او پدر و مادر، آقاجان، عمو و زن‌دایی را در موقعیت تاریخ قرار می‌دهد و در مقام اخلال‌گر در ساخت این تاریخ مشارکت می‌کند. تاریخی که او می‌سازد روایت کمیک و کودکانه‌ای است، ولی نمی‌شود این ماجرا را نادیده گرفت که تراژدی و کمدی با وجود تظاهرات بیرونی متضادشان، ریشه مشترکی دارند و از فرایند واحدی تغذیه می‌کنند.بابک کاظمی به دنبال کدامین راه حل می‌گردد؟ آیا گوفی و میکی دوستان کودکی کاظمی توانسته‌اند اتمسفر محزون عکس‌ها را پنهان کنند! آرکی تایپ‌های دیزنی در تقابل با چه وضعیتی هستند؟ پاسخی که بارت در مقابل عکس مادرش نوشت را به یاد داشته باشیم: « زمان احساس خسران را از میان می‌برد، فقط همین. صرف نظر از آن همه چیز همان‌طور بی‌حرکت و ثابت باقی‌مانده‌است.»
از دیگر نمایش‌های بین‌المللی بابک کاظمی می‌شود به نمایش آثارش در فستیوال عکس دهلی و فستیوال هنر وین نیز اشاره کرد.
بابک کاظمی در آثار مستند خود در پی ثبت زندگی در مناطق نفتی است و با آنکه عمده شهرت او به فتو مونتاژها و آثار چند رسانه‌ای او مربوط هستند عکاسی را در چارچوب عکس مستند قابل فهم می‌داند.
بابک کاظمی برندهٔ جایزه دلفینا شده و موزه شارجه بخشی ار آثارش را نگهداری می‌کند.

### نمایشگاه‌های انفرادی
- ترشی ایرانی، گالری هما ،تهران۱۳۹۲
- آلیس در سرزمین پارسی، گالری هما ،تهران۱۳۹۰
- بسته پیشنهادی، گالری هما ،تهران۱۳۸۹
- گذشته‌استمراری، گالری ابریشم ،تهران۱۳۸۷
- چشم اندازی از مینیاتور معاصر ( با آثاری از امیر فرهاد و فرح اصولی[۱۲])، گالری هیلبرند، زوریخ ۱۳۹۲ [۱۳]

## کتاب
- مهرجان فنون الاسلامیه، دپارتمان فرهنگی امارات متحده، شارجه۱۳۹۱   [۱۴]
- تهران آرت، سری آلیس در سرزمین پارسی، نشر هنر معاصر، سنگاپور ۱۳۹۰
- گذشته‌استمراری؛ (مجموعه عکس)، نشر ماهریز، تهران ۱۳۸۸